# Leptophis stimsoni
Espèce
Leptophis stimsoni est une espèce de serpent de la famille des Colubridae.

## Répartition
Cette espèce est endémique d'El Cerro del Aripo à la Trinité à Trinité-et-Tobago.

## Étymologie
Cette espèce est nommée en l'honneur de Andrew Francis Stimson (1940-).

## Publication originale
- Harding, 1995 : A new species of tree snake of the genus Leptophis Bell 1825 from Mount Aripo, Trinidad. Tropical Zoology, vol. 8, no 2, p. 221-226.